# 原星系
在物理宇宙学中，原星系（英語：protogalaxy）是指正在形成星系的气体云。
人们相信在星系的形成和演化的过程中，恒星形成的速率会最终决定原星系最终成为螺旋星系或者椭圆星系。恒星形成的速度低，则会演化成螺旋星系，反之则成为椭圆星系。
原星系中的各个集团气体则会生成恒星。